# Campylocentrum huebneri
Campylocentrum huebneri  é uma espécie de orquídea, família Orchidaceae, que existe no Brasil, Venezuela e Equador. Trata-se de planta epífita, monopodial, com caule alongado, cujas inflorescências brotam do nódulo do caule oposto à base da folha. As flores são minúsculas, brancas, de sépalas e pétalas livres, e nectário na parte de trás do labelo. Pertence à secção de espécies de Campylocentrum com folhas planas e ovário pubescente ou verrucoso, com nectário longo.

## Publicação e sinônimos
- Campylocentrum huebneri Mansf., Notizbl. Bot. Gart. Berlin-Dahlem 10: 382 (1928).

Sinônimos heterotípicos:
- Campylocentrum uroplectron Pabst, Arq. Bot. Estado São Paulo, n.s., f.m., 3: 135 (1955).

## Histórico
Mansfield publicou esta espécie em 1928. Trata-se de uma das espécies de Campylocentrum Mais fáceis de reconhecer pois seu nectário é estreito e acuminado, pelo menos duas vezes mais comprido que a flor, além disso, de todas as espécies existentes no Brasil, é a que apresenta o labelo mais marcadamente trilobulado. Pabst agrupa esta espécie com outras sete que correspondem à descrição citada na introdução acima. No Brasil, há registros de ocorrência apenas para o Amazonas e Acre.